# Liu Yaju
Liu Yaju (förenklad kinesiska: 刘雅菊; traditionell kinesiska: 劉雅菊; pinyin: Liú Yǎjú), född den 25 april 1972, är en kinesisk softbollspelare.
Hon tog OS-silver i samband med de olympiska softboll-turneringarna 1996 i Atlanta.